# Pan American World Airways
Pan American World Airways (kurz Pan Am, ursprünglich Pan American Airways, eigene Schreibweise PAN AM) war eine 1927 gegründete US-amerikanische Fluggesellschaft mit Sitz in New York und eine der weltweit ersten, die interkontinentale Flüge anbot.
Im Jahr 1991 meldete Pan Am Insolvenz an. Nachdem Teile des umfangreichen Streckennetzes an United Airlines veräußert worden waren, wurde die Gesellschaft von Delta Air Lines übernommen. Bis zu diesem Zeitpunkt galt sie als inoffizieller Flag Carrier der USA und neben ihrem Hauptkonkurrenten Trans World Airlines als eine der beiden bekanntesten internationalen US-Fluggesellschaften. Pan Am war mit ihrem weithin bekannten Logo und dem Rufzeichen „Clipper“ eine kulturelle Ikone des 20. Jahrhunderts. Die Gesellschaft gehörte zu den Gründungsmitgliedern der IATA und prägte Standards sowie Regeln der zivilen Luftfahrt.

## Chronik

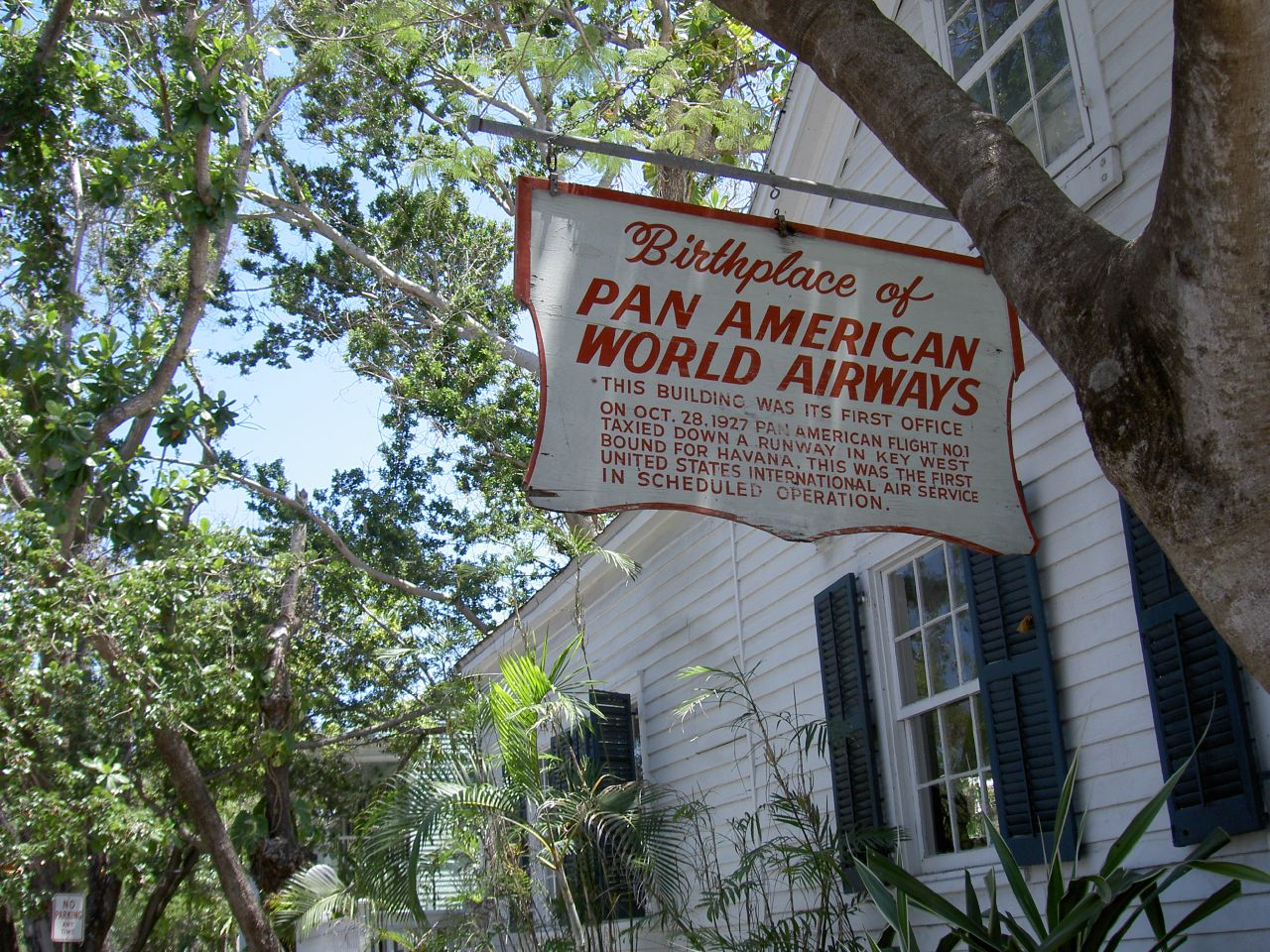
Das erste, in den 1920ern eröffnete, Büro der Pan Am

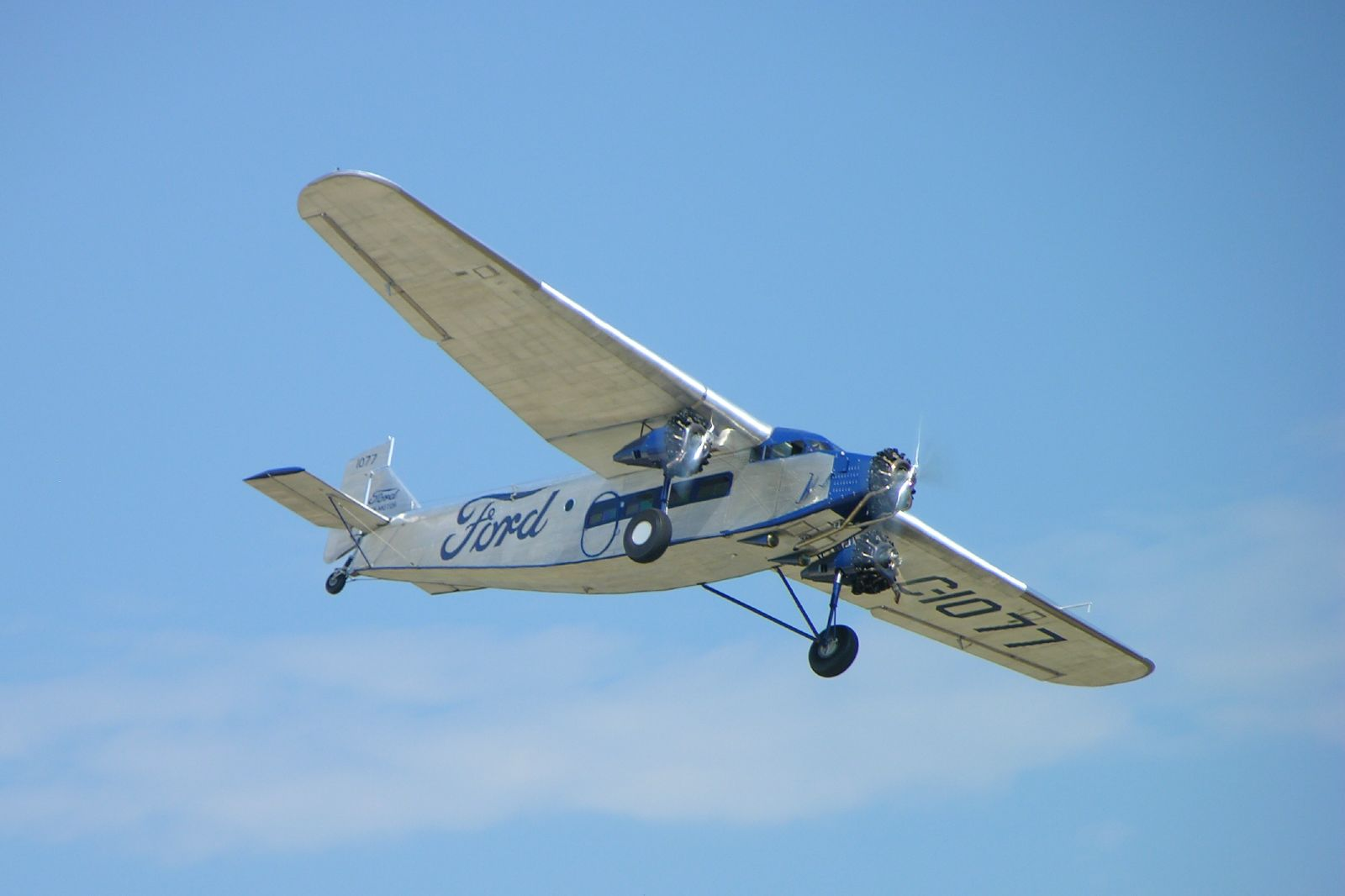
Ford Trimotor

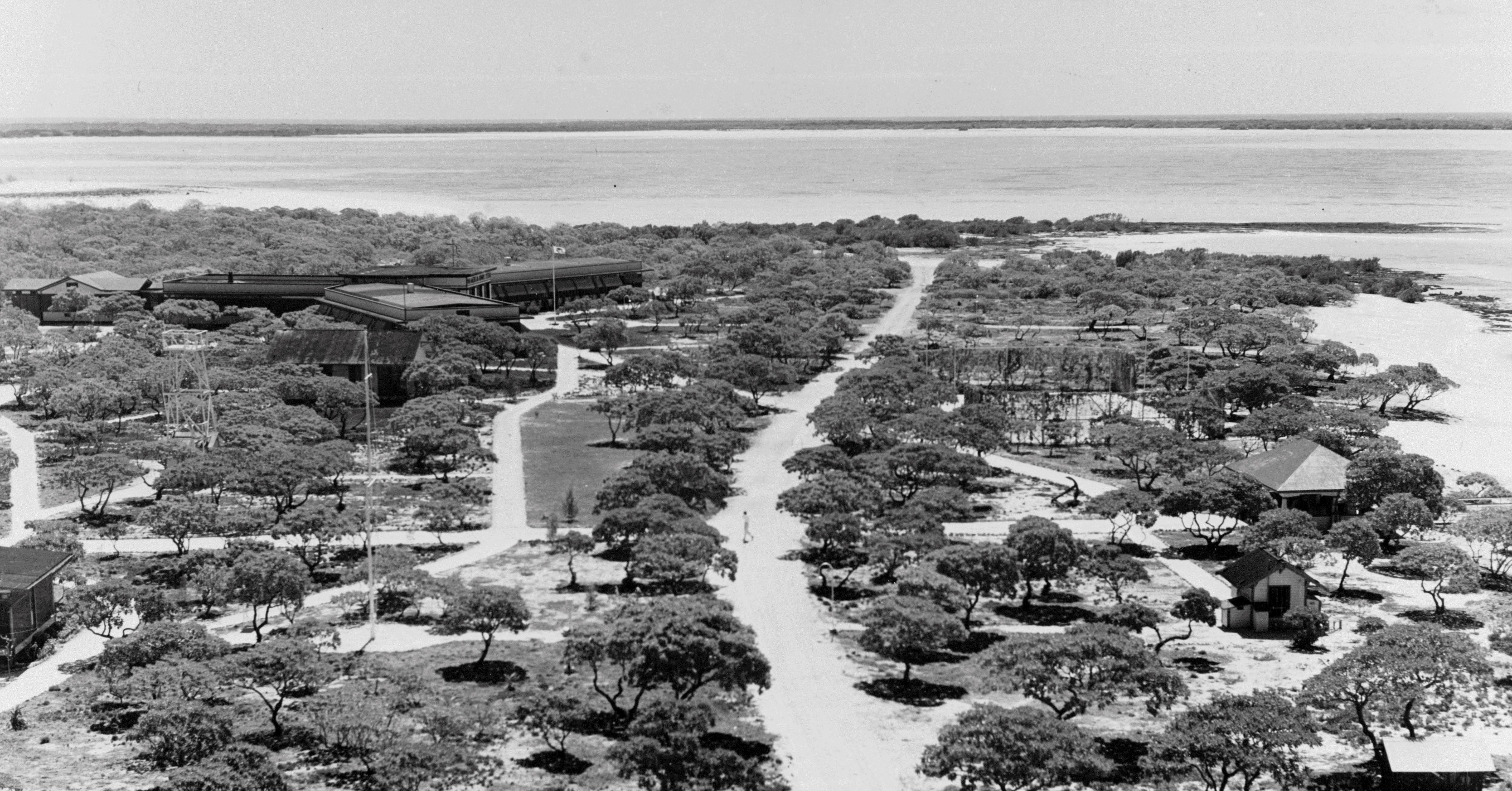
Pan Am Hotel und andere Einrichtungen auf der Insel Wake

### Erste Jahre
Die Fluggesellschaft wurde von Juan T. Trippe im Jahr 1927 in Key West, Florida, unter dem Namen Pan American Airways (PAA) gegründet. Er hatte einen Auftrag der US-amerikanischen Regierung für einen regelmäßigen Luftpostverkehr zwischen Key West (Miami) in Florida und Havanna (Kuba) erhalten. Der erste Passagierflug fand am 16. Januar 1928 mit einer Fokker F.VII auf derselben Strecke statt. Neben der Fokker F VII wurde der amerikanische Verkehrsflugzeugmarkt von der Ford Trimotor geprägt.

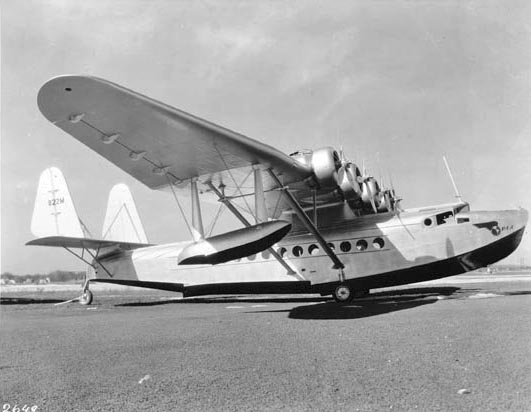
Eine Sikorsky S-42 der Pan Am in den 1930ern

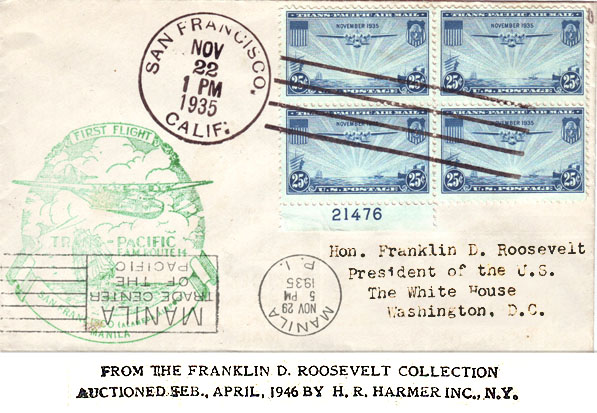
Der vom „China Clipper“ beim ersten kommerziellen Transpazifikflug vom 22.–29. November 1935 von Alameda (CA) nach Manila (Philippinen) beförderte Brief

Die erste Langstrecke der Pan Am führte ab dem Jahr 1931 von Miami (Coconut Grove) nach Buenos Aires. Das Flugzeug, mit dem die Strecke bedient wurde, war ein Sikorsky S-40-Flugboot. Es folgten rasch weitere Strecken. Als erste Fluggesellschaft bot Pan Am ab 22. November 1935 Transpazifikflüge an, die mit Martin M-130 Flugbooten von San Francisco nach Manila (Philippinen) führten und fünf Tage dauerten. Die Flugpassage kostete pro Person 600 US-Dollar (so viel wie ein Automobil zur damaligen Zeit). Auf den Pazifikinseln Midway und Wake unterhielt Pan Am Zwischenstationen mit Tankmöglichkeiten und Hotels für die Passagiere. Des Weiteren verfügte die Gesellschaft über ein weltweites Netz von Wetterstationen.

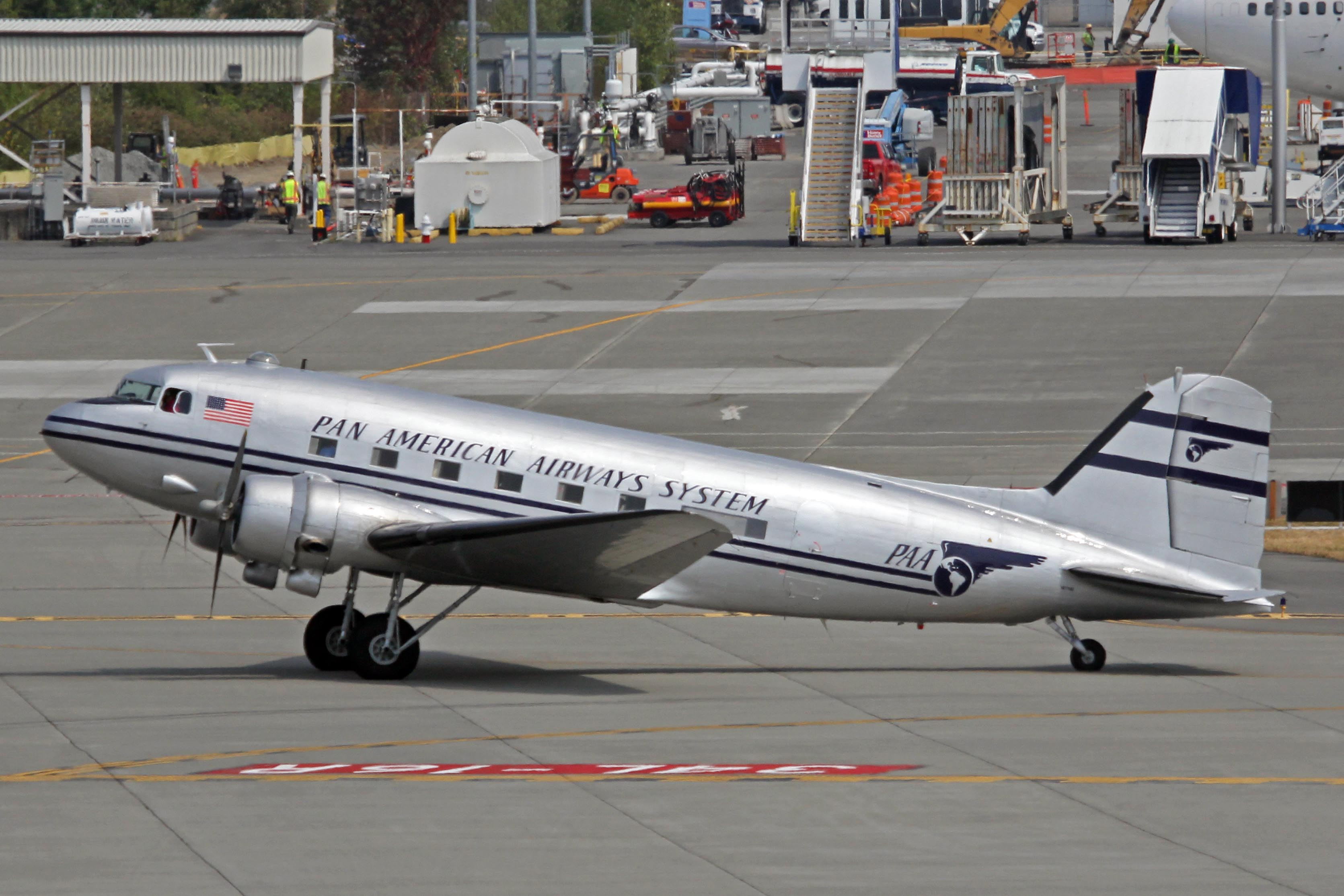
Pan Am Douglas DC-3

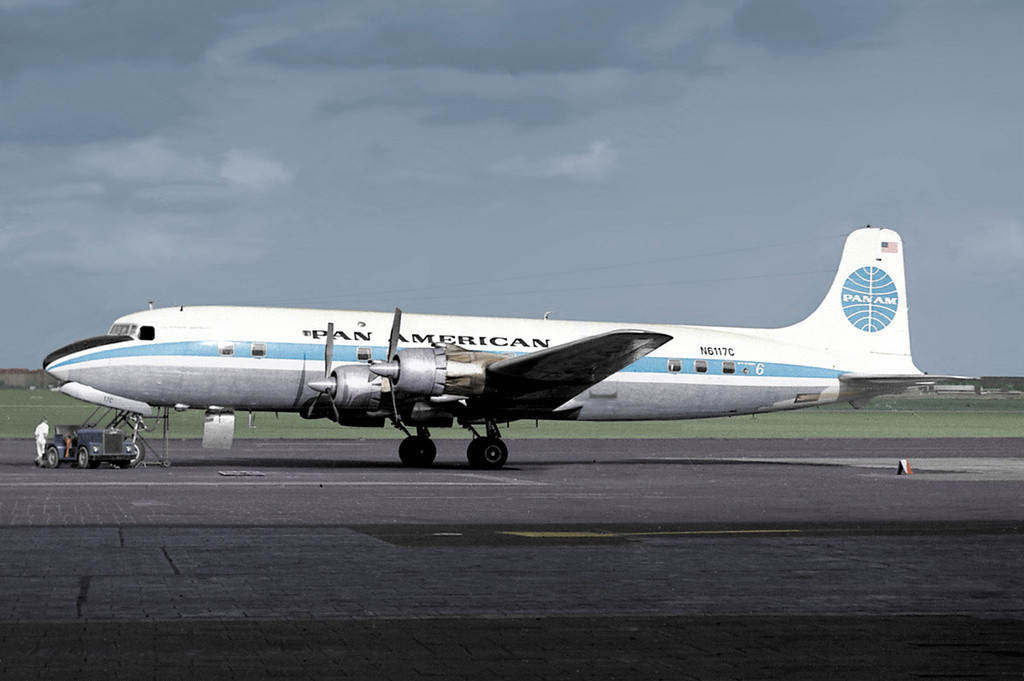
Pan Am DC-6b

Ab dem 28. Juni 1939 richtete Pan Am mit der Boeing 314 Clipper die erste Passagier-Linienverbindung über den Nordatlantik ein, die von New York (Long Island) über die Azoren nach Lissabon und weiter nach Marseille führte. Der kurz darauf ausbrechende Zweite Weltkrieg ließ die Pan Am weiter wachsen, da sie Transportaufträge für das Militär übernehmen konnte. Außerdem wurden Militärpiloten speziell für Langstrecken-Navigation geschult. Am 7. Dezember 1941 erfolgte der Angriff auf Pearl Harbour und die noch auf Pazifikrouten fliegenden Maschinen wurden zurückbeordert oder umgeleitet. Die Maschinen erhielten daraufhin einen Tarnanstrich und die ganze Infrastruktur von Pan Am wurde dem Militär zur Verfügung gestellt. Das war aber auch gleichzeitig der Anfang vom Ende der Flugboot-Ära bei Pan Am. Die verbliebenen Flugboote wurden für Militärtransporte benutzt, die letzte Boeing 314 ging Ende 1945 verloren. Pan Am-Piloten waren auch an der Versorgung Chinas over The Hump von Indien aus beteiligt, bevor das Militär diese Aufgabe übernehmen konnte.
Nach dem Krieg war Pan Am, im Januar 1950 offiziell umfirmiert zu Pan American World Airways, eine der drei US-Fluggesellschaften, die im Linienverkehr über den Atlantik flogen. Neben ihr boten dies nur die Trans World Airlines und die American Overseas Airlines. Letztere wurde 1950 von Pan Am übernommen. Der einträgliche Markt wurde zum Vorteil der Pan American World Airways aufgeteilt. Die Gesellschaft rühmte sich, das erste weltumspannende Streckennetz zu besitzen. Im Jahr 1958 führte Pan Am das Corporate Design mit dem markanten Globus-Logo ein.

### Das Ende der Propeller-Ära
In der Nachkriegszeit flog die Pan Am Flugzeuge der Muster Douglas DC-3 und Douglas DC-4 und für den Frachtverkehr auch Curtiss C-46. Bis zur Einführung der Düsenflugzeuge bestand der Flottenmix der Pan Am im Wesentlichen aus Flugzeugen der Typen Lockheed Constellation, Douglas DC-6, Douglas DC-7, Convair 240/340 und in Fortsetzung der luxuriösen Flugboot-Tradition der Vorkriegszeit aus Boeing 377 Stratocruiser. Letztere waren nicht auf maximale Passagierzahlen ausgelegt, sondern Pan Am bestellte sie mit einer Luxusausstattung mit Bar, Lounge und Schlafmöglichkeiten.

### Das Jet-Zeitalter

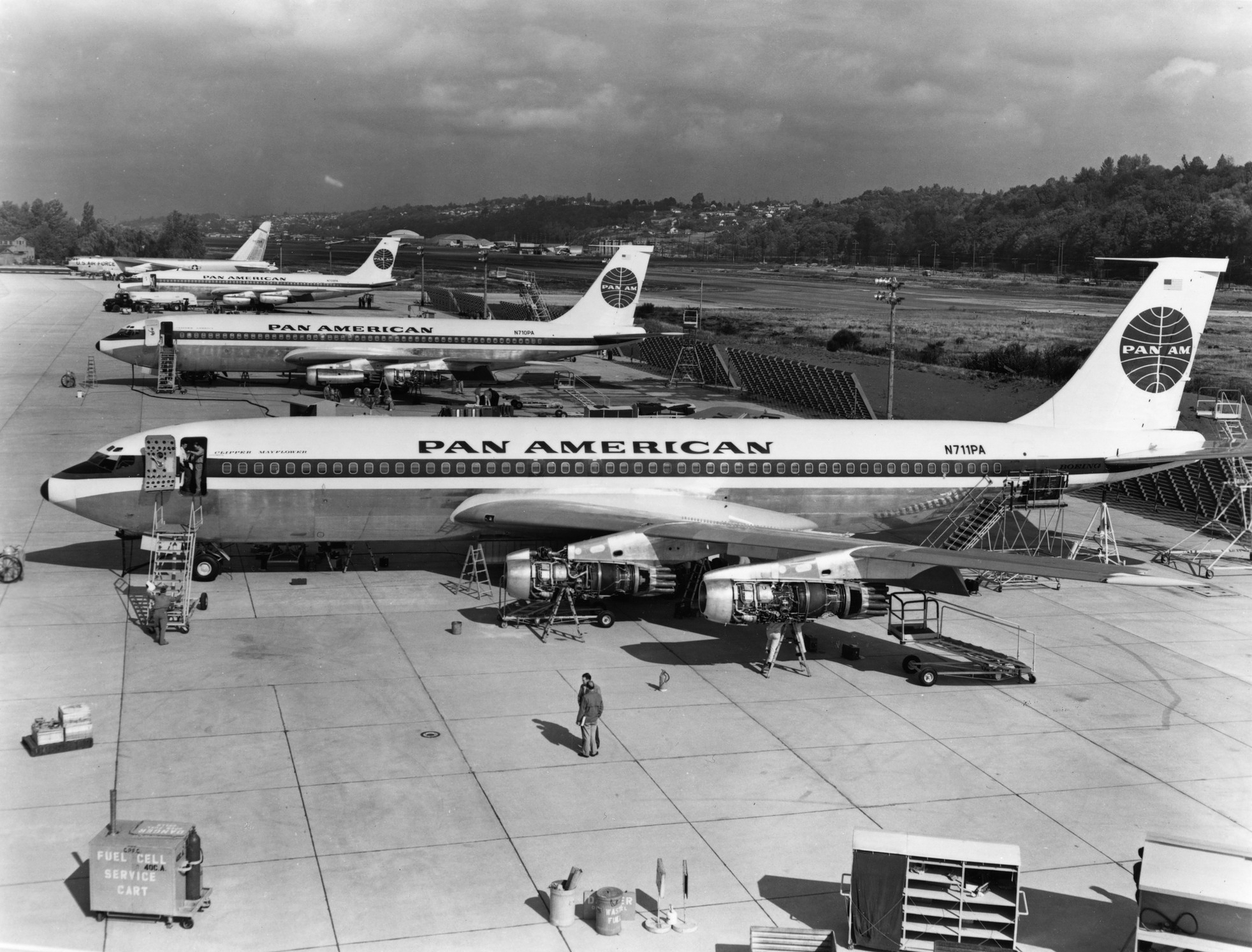
Die Boeing 707 wurde als erstes Strahlflugzeug im Jahr 1958 in Dienst gestellt

Im Jahr 1955 landete Pan Am dann den sogenannten Jet-Coup, indem sie 20 Boeing 707 und 25 Douglas DC-8 „vom Reißbrett weg“ bestellte. Damit kam sie ihren Konkurrenten nicht nur zuvor, sondern vereinnahmte, bzw. blockierte auch die Produktionskapazitäten der beiden einzigen amerikanischen Hersteller von Strahlpassagierflugzeugen auf lange Zeit. Am 26. Oktober 1958, das Strahlflugzeugzeitalter war angebrochen, nutzte Pan Am als erste Fluggesellschaft diese neue Technik auf der Strecke von New York nach Paris. Maschinen des Typs Boeing 707 schafften die Strecke von New York nach Paris nun in nur 8,5 Stunden Flugzeit. Auch das Passagiervolumen wuchs auf dieser Strecke sehr schnell. Alle anderen Fluggesellschaften waren dadurch gezwungen, nachzuziehen und ebenfalls Strahlflugzeuge einzusetzen.
Im Jahr 1964 beförderte Pan Am rund 5,3 Millionen Passagiere. Damit, und zusammen mit dem Frachtaufkommen, wurde ein Gesamtumsatz von 566 Millionen US-Dollar und ein Gewinn von 37 Millionen US-Dollar erzielt.
Pan Am wuchs weiter und bestellte 1967 als erste Fluggesellschaft 25 Stück der neuartigen Boeing 747, des sogenannten Jumbojets. Boeing entwickelte dieses Flugzeug in Zusammenarbeit mit Pan Am. Der weltweit erste kommerzielle Flug dieses Typs fand am 22. Januar 1970 mit dem Pan Am Clipper Young America (N736PA, später Clipper Victor) auf der Strecke New York–London statt. Ab 1976 wurde eine neuere Version, der Typ Boeing 747SP (SP = Special Performance), dazu eingesetzt, mit nur zwei Zwischenlandungen rund um die Welt zu fliegen. Ein solcher Round the World Trip dauerte 46 Stunden und kostete damals 1000 US-Dollar (heutiger Wert 5.510 USD). Mit diesem Flugzeugtyp bot Pan Am zum ersten Mal in der Luftfahrtgeschichte Nonstopflüge zwischen New York und Tokio sowie zwischen Los Angeles und Tokio an.

### Die 1980er-Jahre

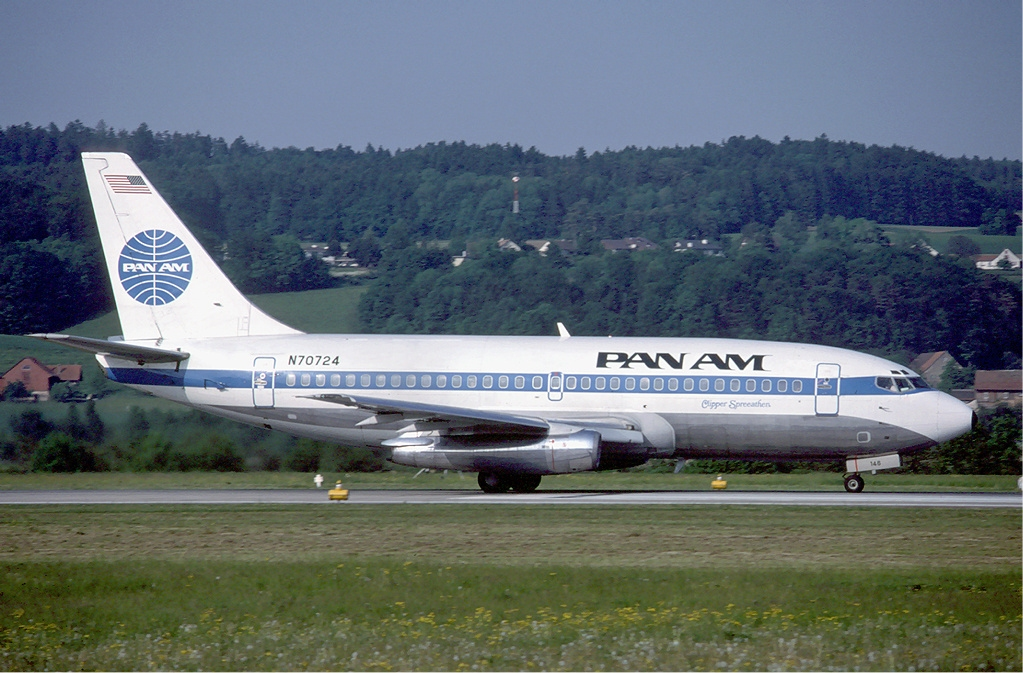
Eine Boeing 737-200 der Pan Am bei der Landung in Zürich im Jahr 1985

Im Oktober 1978 verabschiedete der US-Kongress den Airline Deregulation Act, der unter anderem die strikte Trennung zwischen national und international operierenden US-Linienfluggesellschaften aufhob. Pan Am wurde es dadurch zwar möglich, ein nationales Streckennetz aufzubauen, gleichzeitig erlaubte es die Deregulierung aber auch, dass die bis dahin nur national tätigen Fluggesellschaften wie American Airlines, Delta Air Lines oder Eastern Air Lines internationale Verbindungen nach Europa oder Asien einrichten durften. Diese hatten gegenüber Pan Am einen deutlichen Vorteil: Weil sie bereits dichte US-Streckennetze besaßen, konnten sie nationale Zubringer- und Anschlussflüge für ihre neuen internationalen Verbindungen anbieten, während Pan Am nur einen reinen Punkt-zu-Punkt-Verkehr bot. Um möglichst schnell an ein landesweites Liniennetz zu gelangen, strebte Pan Am die Übernahme einer national tätigen Gesellschaft an und kaufte im Jahr 1979 National Airlines für 430 Millionen US-Dollar überteuert auf. Um die finanziellen Probleme zu mildern, wurde ein Großteil der Immobilien und der Anteile an anderen Firmen veräußert. Unter den verkauften Immobilien befand sich auch das Hauptquartier, das 1964 errichtete Pan Am Building (Entwurf: Architektenbüro Emery Roth & Sons unter Mitwirkung der Architekten Walter Gropius und Pietro Belluschi) in der Park Avenue in Midtown-Manhattan, New York. Das Lebensversicherungsunternehmen MetLife kaufte das Hochhaus.

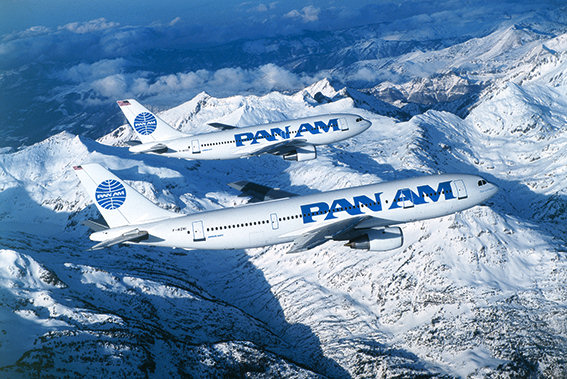
A300 und A310 der Pan Am im Formationsflug über den Pyrenäen (1985)

In den 1980er-Jahren wagte Pan Am einen revolutionären Schritt, indem sie ab Februar 1986 erstmals zweistrahlige Airbus A310-200 auf Nonstop-Transatlantik-Flügen zwischen Hamburg und New York einsetzte. Mit Einführung der Airbusse stellte die Gesellschaft eine neue Bemalung vor („billboard livery“), wobei die Maschinen nun großflächig den Namen Pan Am auf dem Rumpf trugen. Wegen der ETOPS-Regelung für zweistrahlige Flugzeuge war Pan Am in den ersten Jahren gezwungen, mit den Airbussen küstennahe Umwege zu fliegen. Erst durch eine Lockerung der ETOPS-Vorgaben bekam Pan Am später die Möglichkeit, die kürzere direkte Strecke mit den Maschinen zu fliegen.
Ebenfalls im Februar 1986 verkaufte Pan Am die traditionsreichen Pazifikstrecken (die so genannten Kronjuwelen der Airline) an United Airlines. Der Verkauf umfasste auch einen großen Teil der Flotte. Insgesamt elf Boeing 747SP und sechs Lockheed L1011-500 (TriStar) gingen an United Airlines. Im internationalen Geschäft wollte sich Pan Am jetzt vor allem auf die Atlantikrouten konzentrieren. Weniger als drei Monate nach dem Verkauf der Pan Am Pacific Division an United wurde die kleine Gesellschaft Ransome Airlines erworben und in eine eigene Zubringergesellschaft für New-York-Flüge umgewandelt. Ransome Airlines erhielt dadurch 1987 den Markennamen Pan Am Express. Trotz aller Probleme war Pan Am immer noch die Nummer 1 über dem Atlantik.
Doch war es nicht die wirtschaftliche Umorientierung in den Zeiten der Deregulierung des US-Luftverkehrsmarktes allein, die Pan Am in wirtschaftliche Bedrängnis und schließlich sogar in den Konkurs führte: Am 21. Dezember 1988 wurde beim Terroranschlag von Lockerbie der Pan Am-Flug 103, eine Boeing 747, über dem schottischen Lockerbie von Terroristen durch eine Bombe zum Absturz gebracht. Alle 243 Passagiere und 16 Besatzungsmitglieder sowie 11 Bewohner von Lockerbie wurden dabei getötet (siehe unten). Nicht der Anschlag als solcher bedeutete das wirtschaftliche Aus für Pan Am, sondern vielmehr die Tatsache, dass die USA den Anschlag auf Pan Am, den bisherigen US-Flag-Carrier und eine Art Statussymbol der USA, nicht verhindern konnten. Pan Am galt in der öffentlichen Meinung nunmehr als begehrtes Ziel von Terroristen, und die Fluggastzahlen gingen drastisch zurück.
1991 hörte die traditionsreiche Firma auf, als eigenständiges Unternehmen zu existieren und wurde von Delta Air Lines übernommen – ursprünglich mit dem Ziel, Pan Am zu sanieren. Kurz vor der Übernahme hatte Delta bereits die Transatlantikstrecken, das Frankfurter Drehkreuz und einen inneramerikanischen Shuttle-Dienst für eine Milliarde US-Dollar erworben. Zugleich weitete Delta die wöchentliche Zahl der Flüge nach Frankfurt von 21 auf 83 aus und wurde damit der zweitgrößte Anbieter von Nordatlantikflügen ab Frankfurt.
Der Zusammenbruch der auf einen kleinen Rest geschrumpften Gesellschaft erfolgte nach dem Ausstieg von Delta Air Lines als Geldgeber und Teilhaber. Aus der Konkursmasse der Pan Am ersteigerte United Airlines die Lateinamerikastrecken zusammen mit den Start- und Landerechten in New York, Washington D.C. und Chicago für zusammen 135 Millionen Dollar.
In zahlreichen Filmen war Pan Am durch Produktplatzierung mit Flugzeugen, Personal oder Werbetafeln (wie auch der heute ebenfalls nicht mehr existente Konkurrent TWA) präsent. Der Film 2001: Odyssee im Weltraum stellte sogar in Aussicht, Pan Am würde nach der Jahrtausendwende mit Passagier-Raumschiffen eine orbitale Raumstation anfliegen. Im Film Aviator mit Leonardo DiCaprio wird unter anderem der Wettbewerb zwischen dem von DiCaprio gespielten TWA-Mehrheitseigner Howard Hughes und der Pan Am in den frühen Jahren der Luftverkehrsgeschichte thematisiert.

### Weiternutzung der Marke und des Namens
Die Rechte am Namen und dem Logo wurden an eine Investorengruppe verkauft, die 1996 eine neue Fluggesellschaft unter dem Namen Pan American World Airways gründete. Diese neue Pan Am nahm 1997 den Flugbetrieb mit einem halben Dutzend Flugzeugen (A300B4, B737-400) auf, musste aber ihre Tätigkeit wegen finanzieller Probleme kurz darauf wieder einstellen. Die Eigentümer der Eisenbahngesellschaft Guilford Transportation aus New Hampshire erwarben 1998 den Markennamen und das Logo der Pan Am und boten nunmehr mit ihrer Fluggesellschaft Boston-Maine Airways unter der Bezeichnung „Pan Am Clipper Connections“ mit zwei Boeing 727-200 aus United-Airlines-Beständen Verbindungen in Nordamerika an. Der Flugbetrieb wurde am 29. Februar 2008 eingestellt. Der Name und das Logo finden weiterhin Verwendung für die Eisenbahngesellschaft. Bis Februar 2018 wurde der Name „Pan American World Airways“ von der in der Dominikanischen Republik ansässigen PAWA Dominicana (= Pan American World Airways Dominicana) genutzt, die eine Zeit lang auch ein optisch ähnliches Logo wie Pan Am verwendet hatte.

## Pan Am im Berlin-Verkehr

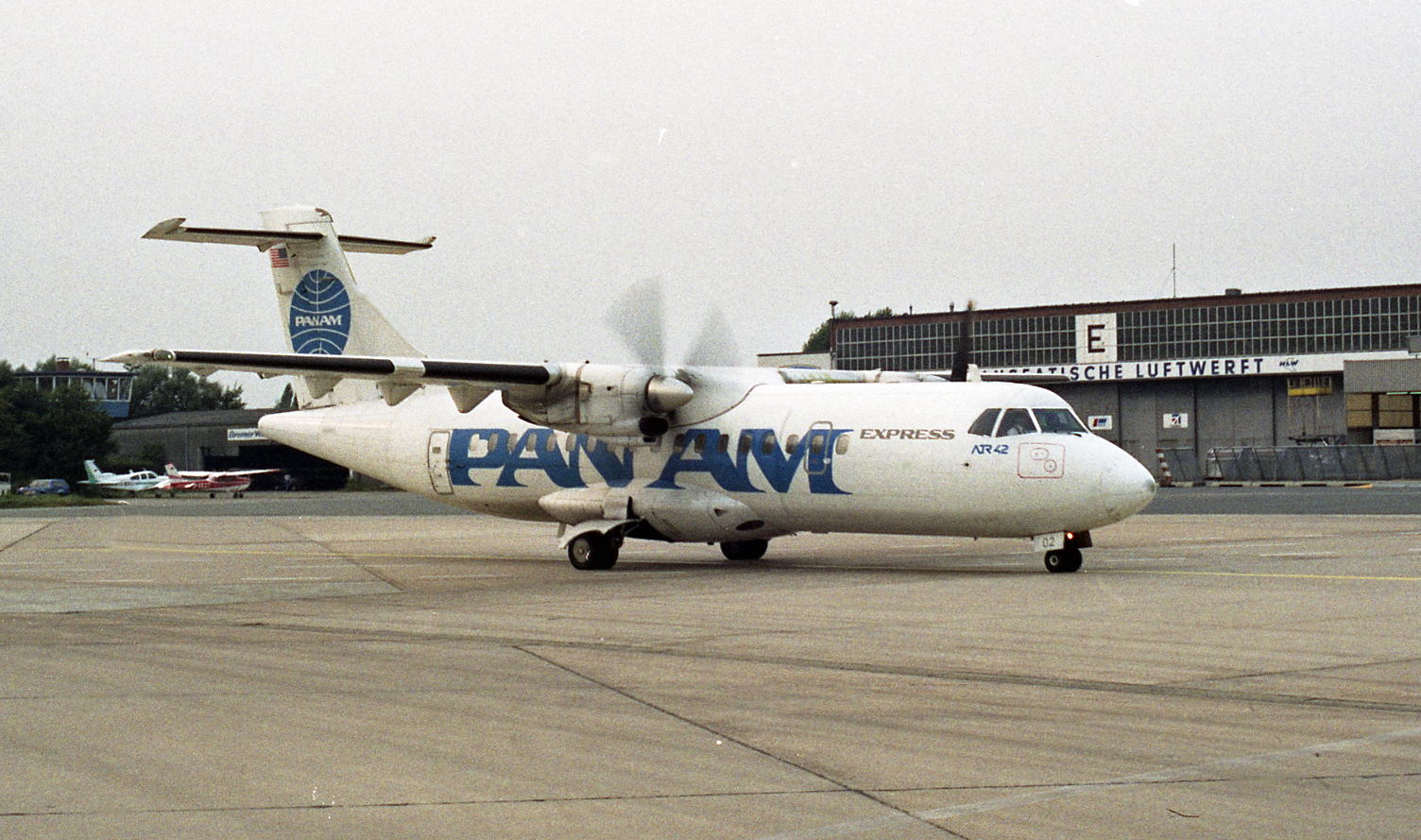
ATR 42 des Tochterunternehmens Ransome Airlines im Jahr 1989 auf dem Flughafen Bremen

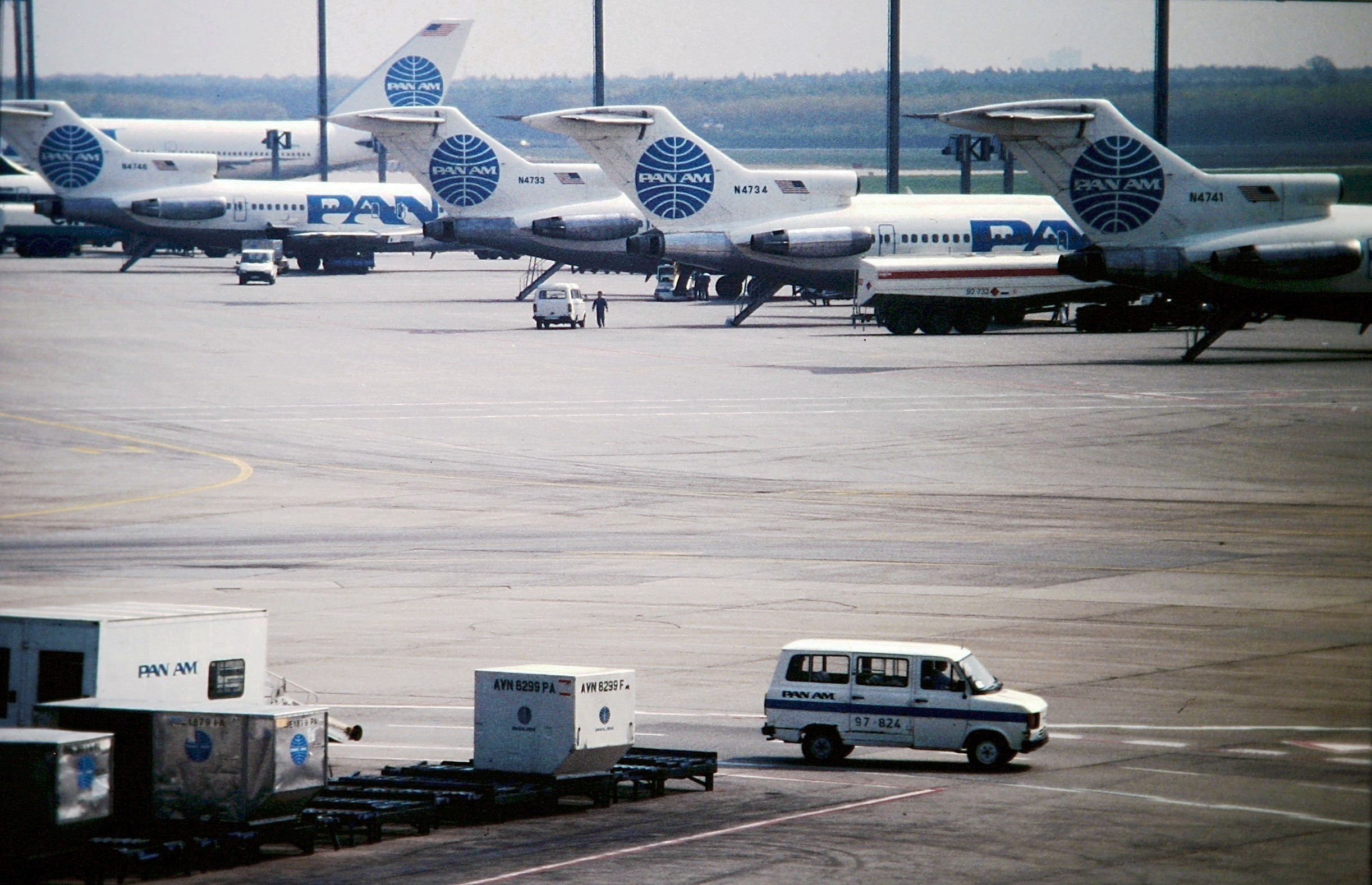
Rush Hour im Berlin-Verkehr der Pan Am, Frankfurt-Flughafen (1980er Jahre)

Eine besondere Stellung nahm Pan Am nach dem Zweiten Weltkrieg in Deutschland ein. Wegen des Viermächte-Besatzungsstatus Berlins erhielten bundesdeutsche Fluggesellschaften im Transitverkehr durch die DDR bis zur Wiedervereinigung 1990 keine Verkehrsrechte für Flüge in den Westteil der Stadt. Von einigen kleinen Ausnahmen abgesehen waren es in erster Linie die Flag-Carrier der drei West-Alliierten (Pan Am, British European Airways, Air France), die den vom Bund subventionierten zivilen Luftverkehr zwischen West-Berlin und dem Bundesgebiet aufrechterhielten. Pan Am und damals BEA flogen bis zum Neubau des West-Berliner Flughafens Tegel im französischen Sektor ausschließlich den Flughafen Tempelhof im amerikanischen Sektor Berlins an, wobei Pan Am Berlin mit den Flughäfen von Frankfurt, Hamburg, Hannover, Nürnberg, München und Stuttgart verband. Wenn auf dem Frankfurter Flughafen die Luftpost-Maschinen für die Nachtflüge in die westdeutschen Großstädte vorbereitet wurden, ließ sich leicht anhand der Bemalung erkennen, welche Maschine die Post nach West-Berlin brachte. Der Luftpostverkehr in Westdeutschland wurde damals gänzlich von Lufthansa abgewickelt.
Nachdem Pan Am im Jahr 1987 die US-amerikanische Ransome Airlines aufgekauft hatte, führte diese im Markenauftritt Pan Am Express Zubringerdienste in den USA sowie auch Regionalflüge in Deutschland für das Mutterunternehmen durch. Ausgehend von Berlin-Tegel bediente sie mit ATR 42 im Auftrag von Pan Am ab Ende der 1980er-Jahre zeitweise Strecken nach Bremen, Kiel, Hannover, Dortmund und Sylt.
Mit Wirkung vom 28. Oktober 1990 übernahm Lufthansa von Pan Am die Flugrechte für alle 74 täglichen innerdeutschen Flüge zwischen Berlin und Hamburg, Nürnberg, Frankfurt, Stuttgart, Düsseldorf und München für 150 Millionen Dollar. De facto wurden jedoch bis 30. April 1991 viele Flüge der Lufthansa durch Personal und mit Gerät von Pan Am durchgeführt, da die Lufthansa für eine Übergangszeit einen Chartervertrag im Wet-Lease mit Pan Am abschloss. Pan Am Express flog noch bis 29. September 1991. Am 2. November 1991 schließlich hob zum letzten Mal ein Pan-Am-Direktflug von Berlin nach New York ab. Die Flugzeuge wurden von Delta Air Lines weiter genutzt und erst nach und nach umlackiert. Bis zur Übernahme der Berlin-Strecken durch die Lufthansa unterhielt Pan Am eine Heimatbasis für fliegendes Personal am Flughafen Berlin-Tegel. Dazu gehörten neben US-amerikanischen Piloten auch etwa 300 – hauptsächlich deutsche – Flugbegleiter, die später ebenfalls von Lufthansa übernommen wurden.

## Flotte

### Flotte bei Betriebseinstellung
Zuletzt bestand die Flotte der Pan Am aus folgenden Flugzeugtypen:
- Airbus A300B4-200
- Airbus A310-200/300
- Boeing 727-200
- Boeing 737-200
- Boeing 747-100
- Boeing 747-200B

Pan Am war Erstkunde unter anderem der Flugzeugtypen Boeing 314 „Clipper“, Boeing 377, Boeing 707, Boeing 747 und Boeing 747SP. Auch war diese Airline unter den Erstkunden des Airbus A320, der die Boeing 727-200 ersetzen sollte, aber dazu kam es nicht mehr.

### Die Clipper

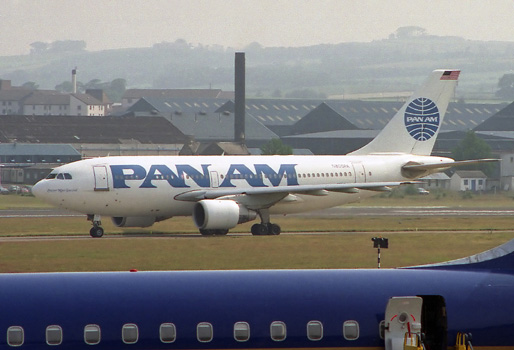
Die Clipper Miles Standish, ein Airbus A310 der Pan Am

Im Jahr 1931 stellte Pan Am das erste viermotorige Flugboot des Typs Sikorsky S-40 in Dienst und nannte dieses „American Clipper“. Die Bezeichnung Clipper geht auf eine bestimmte Art von Segelschiffen des 19. Jahrhunderts zurück, die sich vor allem durch ihre hohe Geschwindigkeit auszeichnete. Seit dem ersten „American Clipper“ der Pan Am wurden alle mehrmotorigen Maschinen so getauft. Fortan trugen sie neben dem offiziellen Luftfahrzeugkennzeichen auch einen Beinamen wie „Clipper Dallas“. Speziell für den Einsatz im Amazonasgebiet bestellte Pan Am bei Fairchild das einmotorige Flugboot Fairchild 91, genannt „Baby Clipper“.
Die im Berlin-Verkehr eingesetzten Maschinen hatten vorwiegend Taufnamen, die mit der Stadt in Verbindung gebracht werden konnten, wie „Clipper Charlottenburg“. Einzelne Namen waren so beliebt, dass Pan Am sie immer wieder neu vergab; wie der Name „Clipper America“, den nacheinander sechs Flugzeuge trugen. Im Jahr 1977 wurde die Boeing 747SP „Clipper Constitution“ vorübergehend in „Clipper KISS Special“ umbenannt, als die Rockband Kiss diese für ihre Japan-Tour charterte. Zu trauriger Berühmtheit gelangte vor allem die Boeing 747-100 (N739PA) mit der Bezeichnung „Clipper Maid of the Seas“ (vor 1983 „Clipper Morning Light“). Das Flugzeug wurde durch einen terroristischen Anschlag über Lockerbie zum Absturz gebracht (Flug 103). Auch die Boeing 747-100 „Clipper Victor“ ist vielen Menschen bekannt, da sie am 27. März 1977 zusammen mit einer KLM-Boeing 747 im schwersten Unfall der Luftfahrt auf Teneriffa verwickelt war.

### Die Bemalung der Flugzeuge
Mitte der 1940er-Jahre ging Pan Am dazu über, ihre Maschinen mit einem geteilten dunkelblauen Zierstreifen zu versehen, der die Kabinenfenster umrahmte. Oberhalb des Zierstreifens war der vollständige Unternehmensname Pan American World Airways in dunkelblauen Großbuchstaben auf den Rumpf geschrieben. Zudem trugen die Maschinen weiterhin das alte Logo mit der geflügelten Weltkugel auf der vorderen, unteren Rumpfhälfte. Nach der Übernahme der ersten Douglas DC-4 wurde ab 1947 damit begonnen, die Flugzeuge des Unternehmens oberhalb des Zierstreifens weiß zu lackieren (die untere Rumpfhälfte blieb unbemalt). Auf dem Seitenleitwerk trugen die Maschinen eine aufgemalte US-Flagge sowie darunter den Schriftzug PAA, obwohl die Gesellschaft nicht mehr als Pan American Airways, sondern bereits als Pan American World Airways firmierte.
Mit der Indienststellung der Boeing 707 änderte Pan Am im Jahr 1958 die Flugzeugbemalung. So waren die Rumpfseiten fortan beidseitig mit einem mittelblauen Zierstreifen versehen und die Aufschrift auf dem Rumpf oberhalb davon lautete verkürzt PAN AMERICAN. Am Seitenleitwerk befand sich eine große modern-abstrakte Weltkugel, in welcher das Kürzel PAN AM integriert war (bezeichnet als Blue-Ball-Scheme) Gleichwohl wurden innerhalb dieses Stils kleine Änderungen vorgenommen: ab Mitte der 1960er-Jahre wurde die Rumpfaufschrift PAN AMERICAN weiter zu PAN AM verkürzt, wobei im Laufe der 1970er-Jahre die Schriftart leicht verändert wurde. Mit Auslieferung der ersten Airbus A300/310-Flugzeuge führte Pan Am eine neue Rumpfbemalung ein (Billboard-Scheme), wobei die Maschinen einen mittelblauen Pan-Am-Schriftzug in übergroßer Form auf dem komplett weiß lackierten Rumpf trugen; das Logo am Heck blieb nahezu unverändert.

## Zwischenfälle
Pan Am hatte seit ihrer Gründung insgesamt 62 Totalverluste von Flugzeugen zu verzeichnen, davon 43 mit insgesamt 1665 Todesfällen.
Die nachfolgende Auflistung erfasst Unfälle des Unternehmens, bei denen Menschen verstarben und/oder ein Flugzeug als Totalverlust verloren ging. Auszüge:

### 1930er-Jahre
- Am 2. Oktober 1932 verunglückte eine Ford Trimotor (Luftfahrzeugkennzeichen NC9664) bei schlechten Wetterbedingungen in Honduras.[8]
- Am 16. April 1935 wurde eine Consolidated Commander bei einem Hangarbrand in Miami zerstört.[9]
- Am 11. April 1936 kollidierte ein Flugboot des Typs Sikorsky S-42 beim Start in Port of Spain (Trinidad und Tobago) mit einem Boot. Bei dem Unfall kamen drei Insassen ums Leben.[10]
- Am 11. Januar 1938 explodierte eine Sikorsky S-42 über dem Pazifischen Ozean. Aufgrund eines Öllecks versuchte die Besatzung nach Pago Pago (Amerikanisch-Samoa) zurückzukehren, wo die Maschine eine Stunde zuvor gestartet war. Als die Piloten begannen Treibstoff abzulassen, um die Maschine leichter zu machen, entzündete sich dieser. Die sieben Besatzungsmitglieder starben beim Absturz.[11]
- Am 25. April 1938 fiel ein Triebwerk eines Flugbootes des Typs Sikorsky S-43 vor der Wasserlandung bei Kingston (Jamaika) aus. Die Maschine stürzte nach einem Strömungsabriss ins Meer. Alle 18 Personen an Bord konnten gerettet werden.[12]
- Am 15. Juli 1938 prallte eine Douglas DC-3 nach einem Motorausfall gegen ein Gebäude in Morón (Argentinien). Eine Person am Boden wurde getötet; die 13 Insassen der Maschine überlebten.[13]
- Am 28. Juli 1938 verschwand eine Martin M-130 mit 15 Personen an Bord auf dem Flug von Guam nach Manila spurlos. Die Suche nach der Maschine wurde am 5. August 1938 eingestellt.[14]
- Am 13. August 1939 stürzte eine Sikorsky S-43 vor einer Wasserlandung bei Rio de Janeiro (Brasilien) nach einem Triebwerksausfall ins Meer. Nur zwei der 16 Insassen überlebten.[15]

### 1940er-Jahre

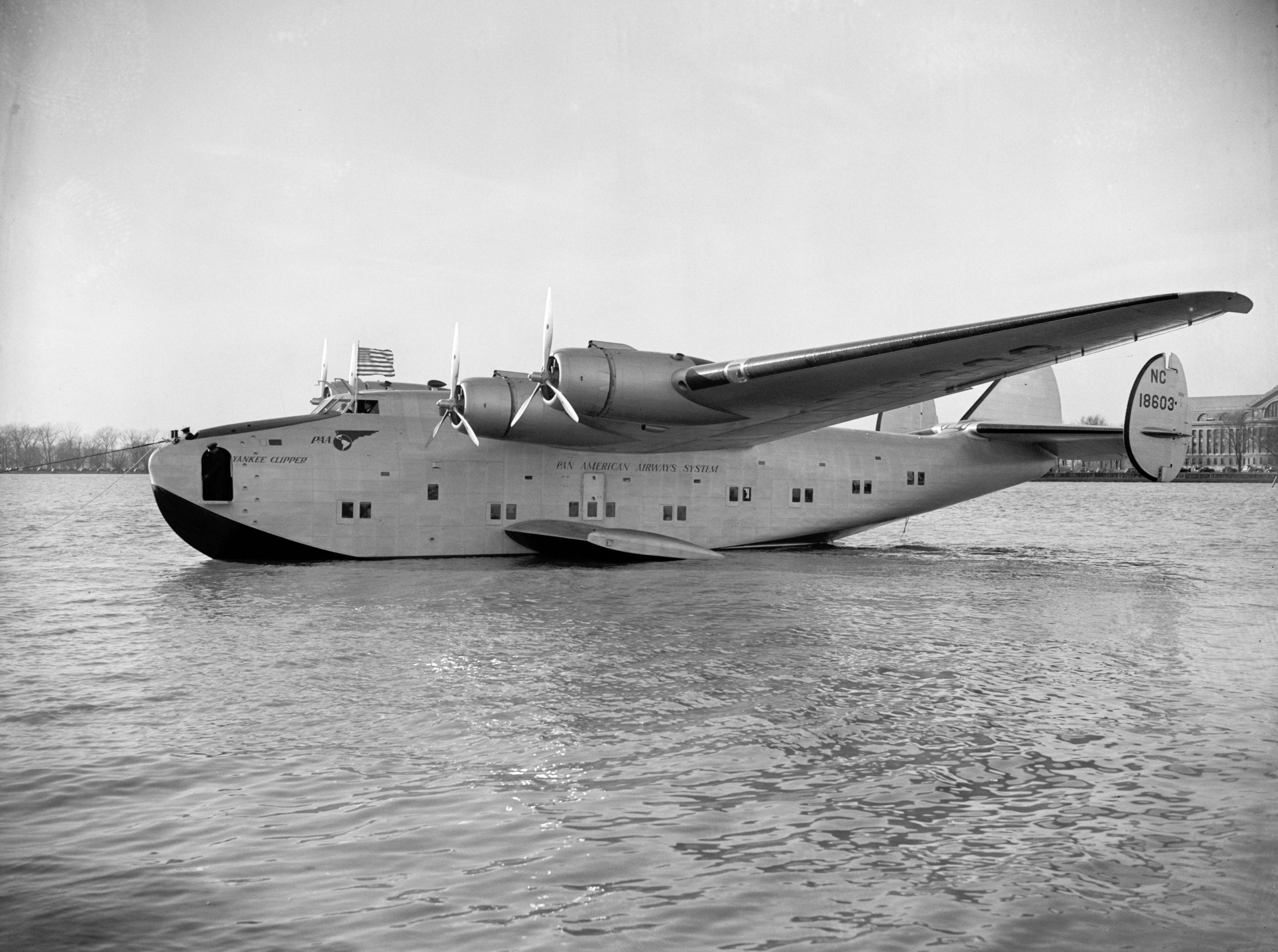
Die Boeing 314 Yankee Clipper verunglückte am 22. Februar 1943 bei Lissabon

- Am 3. Oktober 1941 zerbrach eine Sikorsky S-42 bei der Wasserlandung in San Juan (Puerto Rico). Zwei Passagiere des Flugbootes verloren ihr Leben.[16]
- Am 8. Dezember 1941 wurde eine Sikorsky S-42 in Hongkong bei einem japanischen Luftangriff zerstört.[17]
- Am 10. März 1942 brannte eine Douglas DC-3 in Khartum (Sudan) aus.[18]
- Am 21. Januar 1943 zerschellte eine Martin M-130 bei schlechten Wetterbedingungen nahe der Stadt Ukiah an einem Berg. Alle 19 Insassen kamen ums Leben.[19]
- Am 22. Februar 1943 führte eine Boeing 314 vor der Landung in der Flussmündung des Tejo eine Linkskurve aus, wobei die Tragfläche ins Wasser schlug. Bei dem Unfall nahe Lissabon starben 24 der 39 Insassen.[20]
- Am 27. Juli 1943 geriet eine Sikorsky S-42 vor dem Abflug aus Manaus (Brasilien) in Brand.[21]
- Am 8. August 1944 verunglückte ein Flugboot des Typs Sikorsky S-42 beim Start in Kuba, wobei 17 der 31 Insassen getötet wurden.[22]
- Am 24. September 1943 starb ein Pilot an Bord einer Consolidated Commander, die auf einem Testflug verunglückte.[23]
- Am 8. Januar 1945 zerbrach ein Flugboot des Typs Martin M-130 bei einer Wasserlandung in Port of Spain (Trinidad und Tobago). Bei dem Unfall kamen 23 Menschen ums Leben.[24]

- Am 4. Juni 1945 wurde eine Douglas DC-3 bei einem Unfall in Port of Spain irreparabel beschädigt.[25]

- Am 3. August 1945 kenterte ein Flugboot des Typs Sikorsky S-43 während einer Landung vor der Küste Martiniques bei starkem Seegang. Vier Passagiere kamen ums Leben.[26]

- Am 18. September 1945 kam es mit einer Lockheed L-049/C-69 Constellation der United States Army Air Forces (USAAF) (42-94551), die jedoch von der Pan American World Airways (Pan Am) für die USAAF betrieben wurde, zu einer Bauchlandung auf dem Topeka Army Airfield (Kansas, USA). Während des Reiseflugs war ein Brand im Triebwerk Nr. 1 (links außen) entstanden. Beim eingeleiteten Notsinkflug fiel das Triebwerk ab. Alle 29 Insassen, zehn Besatzungsmitglieder und 19 Passagiere, überlebten den Unfall.[27][28]

- Am 4. November 1945 fielen zwei Motoren eines Flugbootes des Typs Boeing 314 aus, das daraufhin etwa 1.000 km östlich von Hawaii wasserte. Die Maschine wurde von der US Navy versenkt, weil eine Bergung nicht möglich war.[29]

- Am 24. September 1946 fuhr der Kopilot das Fahrwerk einer Lockheed L-049 Constellation der Pan Am (NC88831) bei der Landung auf dem Flughafen Shannon (Irland) versehentlich ein, was zum Totalverlust der Maschine führte. Alle 36 Insassen überlebten den Unfall.[30]

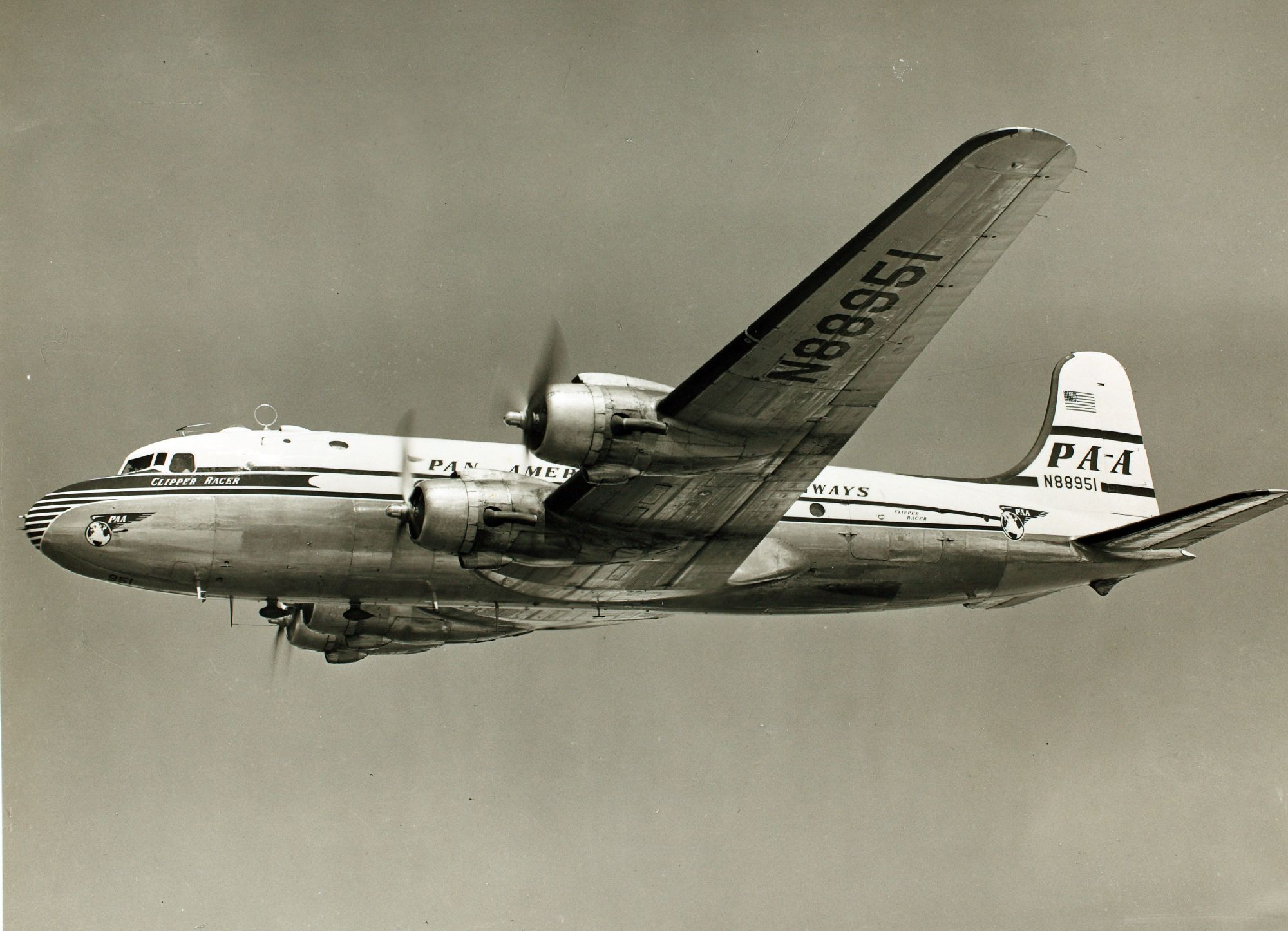
Im Jahr 1947 verlor Pan Am zwei Douglas DC-4 durch Unfälle

- Am 19. Juni 1947 fiel bei einer Lockheed L-049 Constellation (NC88845) ein Triebwerk aus. Die Überhitzung der Motoren während des dreimotorigen Fluges führte zum Brand eines der Triebwerke und Feuer in der linken Tragfläche. Daraufhin wurde eine Notlandung bei al-Mayadin in der Wüste Syriens durchgeführt. Die Maschine befand sich auf dem planmäßigen Flug von Karatschi nach Istanbul. Von den 36 Insassen kamen 14 ums Leben (siehe auch Pan-Am-Flug 121).[31][32]

- Am 20. September 1947 fielen zwei Triebwerke einer Douglas DC-4 der Pan AM (NC88911) im Anflug auf den New Yorker LaGuardia Airport aus. Zudem entzündete ein Störlichtbogen die Fahrwerksreifen. Bei der Notlandung auf dem nahegelegenen Floyd Bennett Field setzte die Maschine kurz vor der Landebahnschwelle auf. Alle 41 Personen an Bord, fünf Besatzungsmitglieder und 36 Passagiere, überlebten den Totalschaden. Auslöser für das Feuer war unzureichende Isolation zwischen einer Stromschiene und der Halterung der Motorsteuerungsscheibe.[33]

- Am 26. Oktober 1947 flog eine Douglas DC-4 der Pan American World Airways (NC88920) nach einer abgebrochenen Zwischenlandung auf dem Flughafen Annette Island (Alaska) bei schlechten Witterungsbedingungen gegen den Tamgas Mountain. Bei diesem CFIT (Controlled flight into terrain) wurden alle 18 Insassen getötet, 5 Besatzungsmitglieder und 13 Passagiere.[34]

- Am 15. April 1948 schlug eine Lockheed L-049 Constellation der Pan Am (NC88858) bei Nacht vor der Landebahnschwelle des Flughafens Shannon auf und kollidierte mit einem Steinwall. Ein wichtiger Teil der Instrumentenbeleuchtung war defekt und bei der vorhergehenden Zwischenlandung in London nicht repariert worden. Das Fahrwerk und alle vier Triebwerke wurden abgerissen, der Rumpf zerbrach in drei Stücke und rutschte noch knapp 200 Meter weiter. Bei dem Unfall kamen 30 der 31 Insassen ums Leben; es überlebte nur ein Fluggast (siehe auch Pan-Am-Flug 1-10).[35]

- Am 26. Januar 1949 fiel an einer Curtiss C-46F-1-CU Commando der Pan Am (NC1241N), gemietet von der United States Air Force (USAF), kurz nach dem Abheben vom Flughafen Asmara (Äthiopien) das rechte Triebwerk teilweise aus. Beim Versuch zurückzukehren kam es zum Strömungsabriss. Die Maschine stürzte in einen Graben und wurde irreparabel beschädigt. Alle vier Besatzungsmitglieder, die einzigen Insassen auf dem Frachtflug, überlebten den Unfall.[36]

### 1950er-Jahre
- Am 15. Juni 1950 trennte sich von einer Curtiss C-46F-1-CU Commando der Pan Am, gemietet von der United States Air Force (USAF), (Luftfahrzeugkennzeichen N74170) der Propeller Nr. 2 (rechts) während des Fluges ab, durchtrennte die Unterseite des Rumpfes und berührte den Propeller Nr. 1 (links). In der Nähe des Flughafens Mérida (Mexiko) wurde eine Notlandung als Bauchlandung durchgeführt. Es stellte sich heraus, dass der Propeller nach einem Ausfall des Hauptstangenlagers und einem Wellenausfall des Motors Nr. 2 ausgefallen war. Beide Piloten, die einzigen Insassen, überlebten den Unfall. Das Flugzeug wurde zerstört.[37]

- Am 22. Juni 1951 wurde eine Lockheed L-049 Constellation der Pan Am (N88846) im Anflug auf den Flughafen Monrovia, Liberia, bei schlechtem Wetter unterhalb der Sicherheitsflughöhe in einen 300 Meter hohen Hügel geflogen. Bei diesem CFIT (Controlled flight into terrain) wurden alle 40 Insassen getötet, neun Crewmitglieder und 31 Passagiere.[38]

- Am 8. August 1951 wurde eine Curtiss C-46F-1-CU Commando der Pan Am (N74176) irreparabel beschädigt, als sie bei der Landung auf dem Flughafen São Paulo–Congonhas (Brasilien) viel zu spät aufsetzte, über das Landebahnende hinausschoss und eine Böschung hinunter geriet. Die drei Besatzungsmitglieder, die einzigen Insassen, überlebten den Unfall.[39]

- Am 2. September 1951 flog eine Convair CV-240-2 der Pan Am (N90662) im Anflug auf den Flughafen von Kingston (Jamaika) so tief, dass mit einem Tragflächenende das Wasser berührt wurde. Die Maschine stürzte in den Hafen. Alle vier Crewmitglieder und dreißig Passagiere überlebten. Das Flugzeug wurde zum Totalschaden.[40][41]

- Am 11. April 1952 musste eine auf dem Isla Grande Airport auf Puerto Rico gestartete Douglas DC-4 der Pan American World Airways (N88899) auf dem Flug nach New York wegen eines Triebwerkschadens nahe San Juan 7 Kilometer vor der Küste von Puerto Rico notgewassert werden. Von den 69 Insassen kamen 52 ums Leben (siehe auch Pan-Am-Flug 526A).[42]

- Am 29. April 1952 verunglückte eine Boeing 377 der Pan Am (N1039V) in Brasilien. Nach dem Abriss eines Triebwerks traten weitere Schäden ein, wodurch die Maschine in Reiseflughöhe zerbrach. Die 50 Personen an Bord wurden beim Aufprall getötet (siehe auch  Pan-Am-Flug 202).[43]

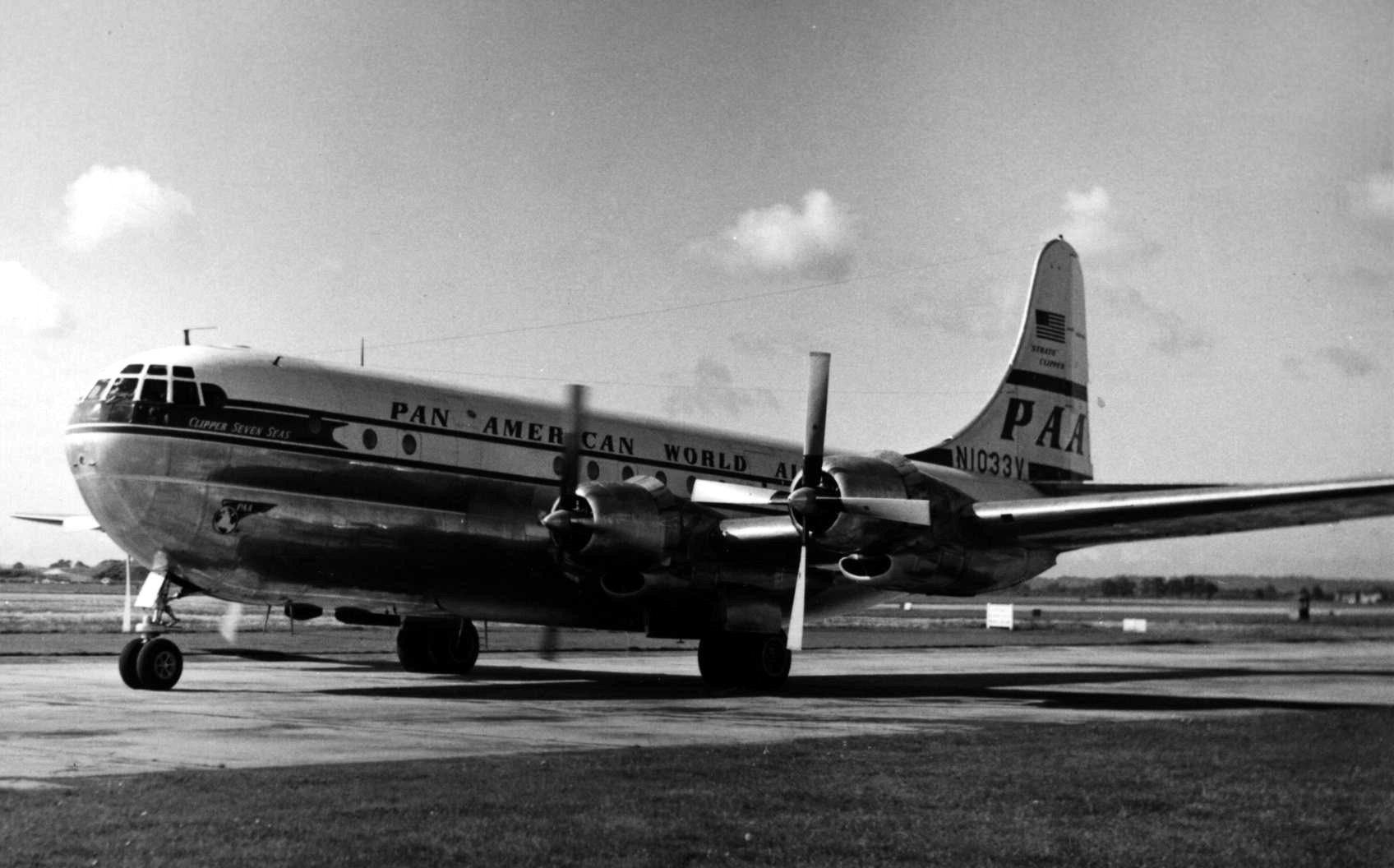
In den 1950er-Jahren mussten insgesamt sieben Boeing 377 als Totalverluste abgeschrieben werden

- Am 27. Juli 1952 öffnete sich während des Steigflugs aus Rio de Janeiro die Außentür einer Boeing 377 der Pan Am (N1030V). Bei der schlagartigen Dekompression wurde eine Passagierin aus der Kabine gerissen.[44]

- Am 26. März 1955 riss das Triebwerk Nr. 3 (rechts innen) einer Boeing 377 der Pan Am (N1032V) im Flug ab. Der Besatzung gelang eine Notwasserung vor der Küste Oregons. Bei dem Unfall kamen vier der 23 Insassen ums Leben.[45]

- Am 16. Oktober 1956 mussten die Piloten einer Boeing 377 der Pan Am (N90943), nachdem zwei Motoren ausgefallen waren, auf der Strecke zwischen Honolulu und San Francisco im Pazifik notwassern. Aufgrund der Triebwerksausfälle war klar, dass der Treibstoff weder bis San Francisco noch zurück nach Honolulu reichen würde. Vor seiner Wasserung kreiste das Flugzeug bis zum Morgengrauen um ein Schiff der US-Küstenwache, um Treibstoff zu verbrauchen und das Landegewicht zu reduzieren. Alle 31 Menschen an Bord überlebten (siehe auch Pan-Am-Flug 6).[46][47][48]

- Am 8. November 1957 verunglückte eine Boeing 377 der Pan Am (N90944) mit 44 Personen an Bord auf der Strecke von San Francisco nach Honolulu etwa 1600 Kilometer östlich von Hawaii. Sechs Tage nach dem Unfall fanden Schiffe einige treibende Trümmer und Leichen. Das Wrack wurde nicht gefunden. Die Unfallursache blieb ungeklärt (siehe auch Pan-Am-Flug 7).[49]

- Am 2. Juni 1958 brach bei einer Boeing 377 der Pan Am (N1023V) während der Landung auf dem Flughafen Manila (Philippinen) das Fahrwerk zusammen. Das Flugzeug rutschte weiter, schwang nach rechts und kam nach 870 Metern etwa 8 Meter rechts von der Landebahn zum Stillstand. Von den 57 Insassen wurde ein Passagier getötet, als ein Propellerblatt in die Passagierkabine einschlug. Am Flugzeug entstand Totalschaden.[50]

- Am 20. Februar 1959 kam es mit einer Douglas DC-7C der Pan American World Airways (N740PA) bei einem Trainingsflug auf dem Flughafen San Francisco (Kalifornien, USA) zu einer extrem harten Landung. Es entstand ein Feuer und das Flugzeug wurde zerstört. Alle drei Besatzungsmitglieder, die einzigen Insassen, überlebten den Unfall.[51]

- Am 10. April 1959 setzte eine vom Flughafen Seattle-Tacoma kommende Boeing 377 (N1033V) bei der Landung auf dem Flughafen Juneau (Alaska) vor der Landebahnschwelle auf und kollidierte mit einer Böschung. Die Maschine fing Feuer und wurde zerstört, jedoch überlebten alle 10 Insassen (je fünf Passagiere und Besatzungsmitglieder).[52]

- Am 22. Juni 1959 löste sich an einer Douglas DC-6A/B der Pan American World Airways (N5026K) beim Startlauf auf dem Flughafen Shannon (Irland) ein Propellerblatt. Durch die Unwucht riss das gesamte Triebwerk ab. Nach dem Startabbruch und der Evakuierung breitete sich ein Feuer so weit aus, dass das Flugzeug zerstört wurde. Alle 8 Insassen, sechs Besatzungsmitglieder und 2 Passagiere, die einzigen Insassen auf dem Frachtflug, überlebten den Unfall.[53]

- Am 9. Juli 1959 kam es mit einer Boeing 377 der Pan American World Airways (N90941) bei einem missglückten Durchstartversuch am Flughafen Tokio-Haneda (Japan) zu einer Bauchlandung. Am Flugzeug entstand Totalschaden. Alle 59 Insassen überlebten die Bruchlandung.[54]

- Am 12. September 1959 flog eine Douglas DC-4 der Pan American World Airways (N88900) nahe Mercedes (Honduras) in Bäume, nachdem sie durch eine Schlucht geflogen war. Der Aufprall ereignete sich 37 Kilometer abseits der normalen Strecke und 69 Kilometer nördlich des Startflughafens San Salvador-Ilopango (El Salvador) auf dem Weg nach Miami. Bei diesem CFIT (Controlled flight into terrain) wurden alle 3 Besatzungsmitglieder getötet, die einzigen Insassen auf dem Frachtflug.[55]

### 1960er-Jahre

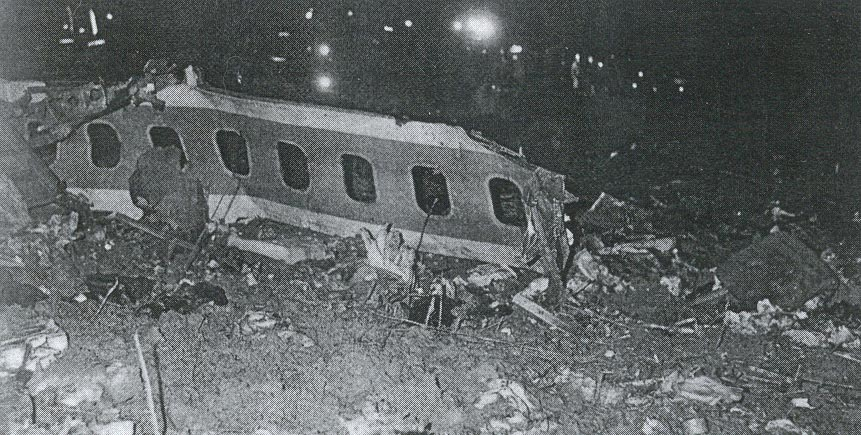
Am 8. Dezember 1963 verlor Pan Am, nachdem ein Blitz das Flugzeug getroffen hatte, ihre erste Boeing 707

- Am 18. Februar 1961 kollidierte eine Douglas DC-7CF (N745PA) der Pan Am im Landeanflug auf den Flughafen Stuttgart mit einem Erdhaufen vor und neben der Landebahn. Die Piloten der aus Frankfurt kommenden Frachtmaschine setzten den Anflug im dichten Nebel bei einer Sicht von 100 Metern und einer Wolkenhöhe von 30 Metern auch unter die Entscheidungshöhe von 200 Fuß fort, obwohl das Instrumentenlandesystem nicht zuverlässig funktionierte und 4 von 5 Elementen der Anflugbefeuerung außer Betrieb waren. Beim Zusammenstoß mit dem Erdhaufen wurden das Fahrwerk und das Triebwerk Nr. 3 (rechts innen) abgerissen. Dennoch gelang es den Piloten durchzustarten und auf dem Flughafen Nürnberg eine Bauchlandung auf einem Schaumteppich durchzuführen. Die dreiköpfige Besatzung blieb unverletzt, das Flugzeug wurde jedoch irreparabel beschädigt.[56]

- Am 8. Dezember 1963 schlug bei Elkton (Maryland) ein Blitz in die linke Tragfläche einer Boeing 707-121 der Pan American (N709PA). Durch den Einschlag explodierte das Kerosin-Luft-Gemisch in einem Tank und zerriss die Tragfläche. Die 81 Insassen starben beim Absturz (siehe auch Pan-Am-Flug 214).[57]

- Am 7. April 1964 überrollte eine Boeing 707-139 der Pan Am (N779PA) nach einer Landung auf dem Flughafen New York-John F. Kennedy das Bahnende und stürzte in die Jamaica Bay. Alle 145 Personen an Bord überlebten den Unfall.[58][59]

- Am 17. September 1965 wurde eine Boeing 707-121B der Pan Am (N708PA) im Anflug auf den Flughafen VC Bird International (Antigua) in den Chances Peak auf der Karibik-Insel Montserrat geflogen (CFIT, Controlled flight into terrain). Alle 30 Personen an Bord kamen ums Leben.[60]

- Am 15. November 1966 stürzte in der Döberitzer Heide, DDR eine Postmaschine der Pan Am des Typs Boeing 727-21 (N317PA) im Landeanflug auf den Flughafen Berlin-Tegel auf einen Truppenübungsplatz der GSSD. Die Ursache wurde von der NTSB offiziell als ungeklärt angegeben, da eine abschließende Klärung ohne Flugschreiber, Voice-Recorder und weiterer wesentlicher Wrackteile nicht möglich war. Diese wurden von den sowjetischen Behörden nicht zurückgegeben. Alle drei Besatzungsmitglieder kamen ums Leben (siehe Pan-Am-Flug 708).[61][62]

- Am 12. Juni 1968 wurde eine Boeing 707-321C der Pan American (N798PA) auf dem Flughafen Kalkutta bei schlechter Sicht etwa einen Kilometer vor der Landebahnschwelle in den Boden geflogen (CFIT, Controlled flight into terrain). Bei dem Unfall wurden 6 der 63 Insassen getötet.[63]

- Am 12. Dezember 1968 wurde eine Boeing 707-321B der Pan American World Airways (N494PA) vor der Landung in Caracas bei Nacht in den Atlantischen Ozean geflogen, weil die Piloten die Flughöhe falsch einschätzten, nachdem sie die Lichter der auf einem Berghang gelegenen Stadt Maiquetía mit der Landebahn verwechselten. Bei dem Unfall starben alle 51 Insassen (siehe auch Pan-Am-Flug 217).[64]

- Am 26. Dezember 1968 startete eine Boeing 707-321C der Pan American (N799PA) auf einem Frachtflug ohne ausgefahrene Auftriebshilfen von der Elmendorf Air Force Base (Alaska). Kurz nach dem Abheben führte ein Strömungsabriss zum Absturz der Maschine, wobei die drei Besatzungsmitglieder ums Leben kamen (siehe auch Pan-Am-Flug 799).[65]

### 1970er-Jahre
- Am 6. September 1970 wurde eine Boeing 747-100 der Pan American World Airways (Luftfahrzeugkennzeichen N752PA) zum Flughafen Kairo-International (Ägypten) entführt und dort gesprengt. Die Entführer ließen die Insassen zuvor von Bord gehen. Es war der erste Totalverlust einer Boeing 747.[66]

- Am 25. Juli 1971 unterschritten die Piloten einer Boeing 707-321C der Pan Am (N461PA) im Anflug auf den Flughafen Manila die Mindestflughöhe und flogen in nur 770 Meter Höhe gegen den 32 Kilometer entfernten Berg Kamunay. Die drei Mitglieder der Flugbesatzung der Frachtmaschine starben beim Aufprall.[67]

- Am 22. Juli 1973 stürzte eine Boeing 707-321 der Pan American (N417PA) kurz nach dem Start vom Flughafen Tahiti in den Pazifischen Ozean. Von den 79 Personen an Bord überlebte nur ein Passagier. Die Unfallursache konnte nicht geklärt werden (siehe auch Pan-Am-Flug 816).[68]

- Am 3. November 1973 bildete sich Rauch in der Kabine einer Boeing 707-321C der Pan American (N458PA) auf dem Flug von New York nach Glasgow. Die Besatzung des Frachtflugzeugs wollte zum Flughafen Boston ausweichen, verlor aber im dichten Rauch die Kontrolle über die Maschine, die 80 Meter neben der Landebahn aufschlug. Die drei Besatzungsmitglieder starben beim Absturz (siehe auch Pan-Am-Flug 160).[69]

- Am 17. Dezember 1973 warfen palästinensische Terroristen auf dem Flughafen Rom-Fiumicino mehrere Handgranaten in eine Boeing 707-321B der Pan American (N407PA), während Passagiere zustiegen. Dabei wurden 29 Fluggäste und ein Besatzungsmitglied getötet. Die Maschine wurde irreparabel beschädigt. Die Terroristen erschossen anschließend einen Wachmann und entführten eine Boeing 737 der Lufthansa nach Kuwait, wo sie einen Tag später aufgaben.[70]

- Am 30. Januar 1974 starben 97 Personen an Bord einer Boeing 707-321B der Pan Am (N454PA), als die Maschine in Windscherungen vor der Landebahnschwelle am Flughafen Pago Pago (Amerikanisch-Samoa) aufschlug. Vier Insassen überlebten den Unfall (siehe auch Pan-Am-Flug 806).[71]

- Am 22. April 1974 wurde eine Boeing 707-321B der Pan American (N446PA) im Anflug auf den Flughafen Denpasar etwa 68 km nordwestlich des Flughafens gegen einen Berg auf der Insel Bali geflogen (CFIT, Controlled flight into terrain). Alle 107 Insassen wurden beim Aufprall getötet (siehe auch Pan-Am-Flug 812).[72]

- Am 27. März 1977 kollidierte eine startende Boeing 747-200 der KLM mit einer Boeing 747-100 der Pan Am auf dem Flughafen Los Rodeos. Bei dieser Flugzeugkatastrophe von Teneriffa kamen 583 Menschen ums Leben. Es ist der bislang schwerste nicht durch terroristische Aktivitäten verursachte Unfall in der Geschichte der Luftfahrt.

### 1980er-Jahre

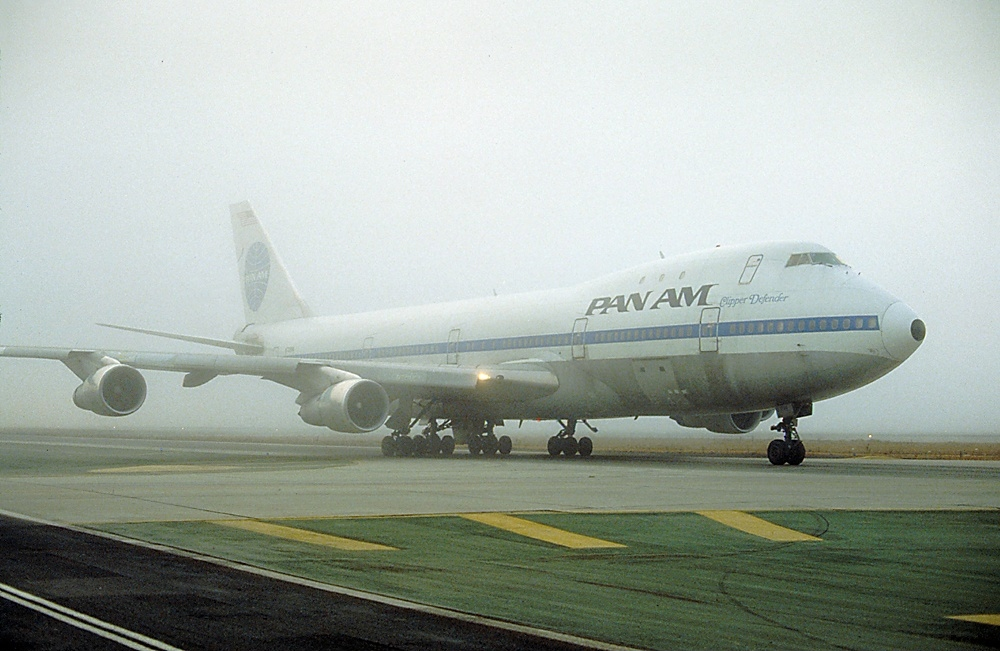
Diese Boeing 747-100 (N738PA) verunglückte am 4. August 1983 bei der Landung in Karatschi

- Am 3. September 1980 kollidierte eine Boeing 727-21 der Pan Am (Luftfahrzeugkennzeichen N327PA) bei starkem Regen mit der Anflugbefeuerung am Flughafen San José (Costa Rica). Die Maschine kam mit abgerissenen Fahrwerken in einem Feld zum Stillstand. Alle 73 Insassen überlebten den Unfall.[73]

- Am 9. Juli 1982 geriet eine Boeing 727-200 nach dem Start vom New Orleans International Airport in Scherwinde, die das Flugzeug zum Absturz brachten. Bei dem Unfall kamen alle 145 Insassen sowie 8 Personen am Boden ums Leben (siehe auch Pan-Am-Flug 759).[74]
- Am 11. August 1982 wurde ein Passagier auf dem Pan-Am-Flug 830 von Tokio-Narita über Honolulu nach Los Angeles an Bord einer Boeing 747-100 getötet, als ein Sprengsatz unter seinem Sitzplatz explodierte und ein Loch in den Kabinenboden riss. Mehr als ein Dutzend weitere Passagiere erlitten Verletzungen. Die Piloten konnten das beschädigte Flugzeug sicher in Honolulu landen.[75][76]
- Am 4. August 1983 verunglückte eine Boeing 747-100 bei der Landung in Karatschi. Die Maschine wurde als Totalverlust abgeschrieben.[77]
- Am 5. September 1986 töteten Terroristen 20 Personen, darunter die Flugbegleiterin Neerja Bhanot, an Bord einer Boeing 747-100 auf dem Flughafen Karatschi.[78]
- Am 21. Dezember 1988 wurde eine Boeing 747-100 auf dem Pan-Am-Flug 103 durch die Explosion eines Sprengkörpers zum Absturz gebracht. Die Trümmer schlugen in der schottischen Ortschaft Lockerbie auf. Beim Lockerbie-Anschlag wurden alle 259 Insassen des Flugzeugs sowie 11 Personen am Boden getötet.

## Trivia
- Der US-amerikanische Hochstapler und Scheckbetrüger Frank Abagnale gab sich im Laufe seiner kriminellen Karriere unter anderem auch als Copilot der Pan Am aus. Er nutzte als sogenannter „Deadheader“ andere Fluglinien, um insgesamt mehr als 1 Million Meilen zu fliegen. Er flog dabei nie mit Pan Am, weil er seine Entlarvung befürchtete. Außerdem nutzte Abagnale Unterbringung und Verpflegung in Hotels auf Kosten der Pan Am. Seine Lebensgeschichte kam 2002 unter dem Titel Catch Me If You Can in die Kinos.
- 2011/2012 lief eine Fernsehserie mit dem Titel Pan Am beim amerikanischen Sender ABC. Sie porträtierte Flugbegleiterinnen und Piloten der Fluglinie in den 1960er Jahren.
- Pan Am Experience betreibt eine nachgebaute Boeing 747 in Los Angeles als Drehkulisse für Filmaufnahmen, aber auch als öffentlich zugängliches Erlebnis-Restaurant mit vollständig originalen Requisiten und speziell geschulten Schauspielerinnen als Stewardessen.[79]

## Dokumentationsfilm
- SWR / Mathias Haentjes (Regie): Pan Am – Aufstieg und Absturz einer Luftfahrt-Ikone (2022, online, 53 Minuten)